# Symmetry (caballo)
Symmetry (nacido en 1795) fue un caballo de carreras purasangre y semental británico, conocido por ganar la carrera clásica St Leger Stakes en 1798. Originalmente entrenado en Yorkshire, ganó el St Leger en Doncaster en su última aparición como un potro de tres años; y al año siguiente derrotó al ganador del Derby de Epsom, Sir Harry, en una carrera mano a mano disputada en York. Cuando tenía cinco años, paso a correr en Newmarket, donde perdió la revancha con Sir Harry, pero ganó las tres carreras restantes que disputó, incluidas las pruebas mano a mano contra Sorcerer y Diamond, dos de los principales caballos de carreras de la época. Después de su retirada de las carreras, Symmetry fue vendido y exportado para ser un semental reproductor en Rusia.

## Antecedentes
Sir Thomas Gascoigne (8º Baronet) fue el criador y propietario de Symmetry, un caballo tordo al igual que su padre Delpini, un exitoso purasangre dotado de una notable resistencia que había ganado ocho carreras consecutivas en Newmarket entre 1786 y 1787, antes de convertirse en un reproductor líder en el norte de Inglaterra. Violet, la madre de Symmetry, también criada por Gascoigne, fue una yegua de cría de gran éxito que también produjo un ganador del Oaks, Theophania (con Delpini) y a Golden Locks, la madre de Soothsayer. Symmetry fue el tercero de catorce potros producidos por Violet entre 1793 y 1807.

## Trayectoria en las carreras

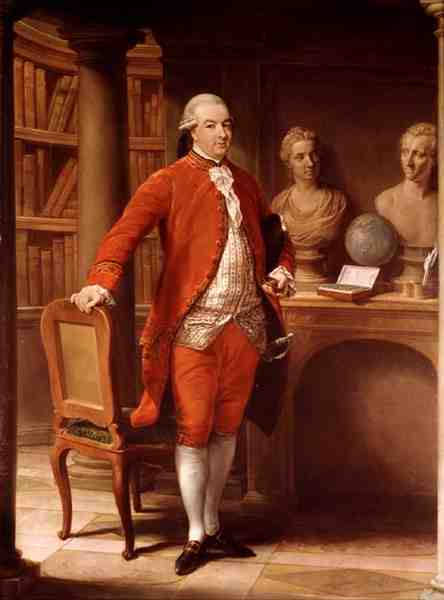
Sir Thomas Gascoigne, propietario y criador de Symmetry

### 1798: Temporada con tres años
Symmetry hizo su debut en el hipódromo el 12 de abril en la pista de Catterick Bridge, en Yorkshire, donde terminó segundo de los doce participantes por detrás de Brough en una prueba de dos millas. El 25 de mayo, en la pista de York, Symmetry se enfrentó a Lounger (ganador del St Leger 1797) en una carrera de más de una milla y media en la que llevaba doce libras de peso menos que el caballo más veterano. Symmetry llevó a Lounger a un desempate, en el que fue derrotado. Tres semanas después, Symmetry registró su primera victoria cuando derrotó a otros cinco potros de tres años en una prueba de una milla y media disputada en la pista de Beverley.
Después de un descanso de dos meses, Symmetry volvió a la acción en York en agosto. Se convirtió en el favorito por 4/5 para una carrera de dos millas, pero terminó tercero de los cuatro participantes, detrás del potro de Henry Pierce llamado Walnut (más tarde conocido como Gamenut); y de Honeycomb, el potro de Gilbert Crompton. El 25 de septiembre, Symmetry fue uno de los diez potros en disputar la vigésimo tercera edición del St Leger en la pista de Doncaster. Honeycomb se convirtió en el favorito 3/1, y Symmetry fue la segunda opción en las apuestas, con 4/1. Montado por John Jackson, Symmetry ganó el clásico por delante de Honeycomb, y de Push Forward (propiedad de Henry Tempest) en tercer lugar. La victoria supuso el segundo éxito en la carrera de Gascoigne, veinte años después de la victoria de su potranca gris Hollandoise.

### 1799: Temporada con cuatro años
En agosto de 1799 Sir Harry, el ganador del Derby de Epsom de 1798, viajó al norte para una carrera mano a mano contra Symmetry sobre una distancia de cuatro millas a disputar en York. El potro sureño fue fuertemente favorecido en las apuestas, pero Symmetry derrotó a su rival para ganar un premio de 500 guineas. La revista Sporting Magazine basada en Londres especuló que Sir Harry no se había adaptado bien al terreno blando y húmedo que estaba embarrado "hasta las rodillas en varios lugares" e informó del fuerte interés por una revancha en la primavera siguiente a disputar en Newmarket. La única otra carrera de Symmetry en 1799 se produjo dos días después de su gran victoria, cuando comenzó como favorito pero terminó último de los tres participantes.

### 1800: Temporada con cinco años
Symmetry había cargado dos libras menos que Sir Harry en su primer encuentro: para la revancha sobre el recorrido con cruce de cunetas de dos millas de Newmarket el 28 de abril, llevaba media libra más que el ganador del Derby. Los dos caballos empezaron empatados en las apuestas, pero Sir Harry revirtió su derrota anterior para ganar un premio de 200 guineas. Symmetry permaneció en Newmarket y pasó a ser propiedad de William Fortescue, 1er Conde de Clermont. Una tercera carrera entre Symmetry y Sir Harry estaba programada para el 14 de mayo en el campo de Abington Mile, pero Lord Clermont pudo reclamar una compensación de 50 guineas sin tener que poner a prueba a su nueva adquisición, ya que el ganador del Derby fue retirado de la carrera. El 26 de junio, Symmetry terminó tercero de los ocho participantes con un peso de 158 libras en una prueba de cuatro millas en Bibury.
Symmetry regresó para la "primera reunión de octubre" de Newmarket, momento en el que ya corría con los colores morado y blanco de Heathcote. El 30 de septiembre derrotó al potro negro de Sir Charles Bunbury, Sorcerer, en una prueba en plano de 500 Guineas sobre una distancia de una milla y cuarto. Symmetry terminó su carrera deportiva con dos carreras en la reunión de Newmarket Houghton a finales de octubre. El día 27 derrotó sobre plano con 200 guineas en juego al caballo de Mr Cookson llamado Diamond (perdedor de una famosa carrera contra Hambletonian en 1799), y dos días después venció con catorce libras de sobrepeso a Humbug campo a través por un premio de 50 guineas.
Durante la primavera siguiente, Symmetry se inscribió en dos carreras en Newmarket, pero no compareció en ninguna de las dos, y Heathcote tuvo que pagar las correspondientes compensaciones.

## Carrera de semental
Symmetry nunca se empleó como semental reproductor en Gran Bretaña. Según el Libro Genealógico General, fue exportado a Rusia en una fecha no especificada.

## Pedigree
| Padre Delpini (GB) 1781 | Highflyer 1774   | Herod     | Tartar                |
| Padre Delpini (GB) 1781 | Highflyer 1774   | Herod     | Cypron                |
| Padre Delpini (GB) 1781 | Highflyer 1774   | Rachel    | Blank                 |
| Padre Delpini (GB) 1781 | Highflyer 1774   | Rachel    | Regulus mare          |
| Padre Delpini (GB) 1781 | Countess 1760    | Blank     | Godolphin Arabian     |
| Padre Delpini (GB) 1781 | Countess 1760    | Blank     | Amorett               |
| Padre Delpini (GB) 1781 | Countess 1760    | Rib mare  | Rib                   |
| Padre Delpini (GB) 1781 | Countess 1760    | Rib mare  | Wynn Arabian mare     |
| Madre Violet (GB) 1787  | Shark 1771       | Marske    | Squirt                |
| Madre Violet (GB) 1787  | Shark 1771       | Marske    | The Ruby Mare         |
| Madre Violet (GB) 1787  | Shark 1771       | Snap mare | Snap                  |
| Madre Violet (GB) 1787  | Shark 1771       | Snap mare | Marlborough mare      |
| Madre Violet (GB) 1787  | Syphon mare 1772 | Syphon    | Squirt                |
| Madre Violet (GB) 1787  | Syphon mare 1772 | Syphon    | Patriot mare          |
| Madre Violet (GB) 1787  | Syphon mare 1772 | Charlotte | Blank                 |
| Madre Violet (GB) 1787  | Syphon mare 1772 | Charlotte | Crab mare (Family 15) |

- Symmetry presenta un inbreding 3 × 4 × 4 con respecto a Blank, lo que significa que este semental aparece una vez en la tercera y dos veces en la cuarta generación de su pedigrí. También fue endogámico 4 × 4 con Squirt.